# Douglas K. Detterman
Douglas K. Detterman es un profesor de Psicología Americana que investiga la inteligencia y retraso mental.
Logró su A.B. en la Universidad de Boston en 1967, su M. A. y Ph.D. en la Universidad de Alabama en 1972 y fue becario de postdoctorado de la Universidad de Northwestern en 1972.
Detterman enseñó en la Universitadad de Dayton de 1970 a1972, después aceptó un puesto en la Universidad Case Western Reserve, donde ha permanecido desde entonces. 
Entre sus logros, Detterman fundó el diario científico Inteligencia, y se quedó como redactor jefe. También fundó la Sociedad Internacional para la Investigación de la Inteligencia y fue Presidente hasta 2011. También fue miembro de la Asociación Psicológica americana de 1978 a 1998, y recibió el premio Mensa en Investigación en 1991. 
En 1995, fue firmante de la declaración colectiva en respuesta al debate público del libro La Curva de Campana titulada "Ciencia tradicional en Inteligencia," escrito por la editora de Inteligencia Linda Gottfredson y publicado en el Wall Street Journal y reimpreso en Inteligencia en 1997. También colaboró en varios libros sobre la Inteligencia junto al psicólogo Robert J. Sternberg.